# José Rozo Contreras
José Rozo Contreras (født 7. januar 1894 i Bochalema, Norte de Santander, Colombia - død 12. oktober 1976 i Bogota) var en colombiansk violinist, saxofonist, komponist og dirigent.
Contreras studerede violin og komposition i Rom, og senere i Wien. Han har skrevet en symfoni, orkesterværker, korværker, bandmusik, vokalmusik etc. Han underviste i komposition på flere skoler og Musikkonservatorier i sit hjemland. Contreras skrev  Nationalmelodien i Colombia. 

## Udvalgte værker
- Burlesca- (1940) - (Scherzo Symfoni) -  for orkester
- Colombiansk Jord - (1930) for orkester
- Ave Maria (1927) - for blandet kor
- Den Colombianske Nationalmelodi